# Xenotima
La xenotima es el nombre de dos minerales de la clase de los minerales fosfatos, la xenotima-(Y) y la xenotima-(Yb). La primera fue descubierta en 1824 en Flekkefjord, en la provincia de Vest-Agder (Noruega), siendo nombrada así del griego  κευός ("vano") y τιμή ("honor"), en alusión de que al principio el itrio que tenía fue confundido con un nuevo elemento, mientras que la xenotima-(Yb) fue descubierta en fecha más reciente, en 1998 en Canadá. Sinónimos poco usados son: castelnaudita, hussakita, tankelita y xenotimita.

## Características químicas
La xenotima-(Y) es un raro mineral cuyo principal componente es fosfato de itrio. Es isoestructural con el zircón. Forma una serie de solución sólida con la chernovita-(Y) (YAsO4), en la que la sustitución gradual del fósforo por arsénico va dando los distintos minerales de la serie. Además de los elementos de su fórmula, suele llevar como impureza erbio, substituyendo al itrio en la estructura.
Además, ambas xenotimas forman una serie de solución sólida con ellas en los extremos, en la que sustitución gradual del itrio por iterbio va dando los distintos mierales de la serie.

## Formación y yacimientos
Aparece en rocas ígneas alcalinas y pegmatitas de granito asociadas, donde pueden formar cristales de gran tamaño. También puede aparecer en gneis micáceos y cuarzosos, así como en material detrítico. Suele encontrarse asociado con otros minerales como: circón, anatasa, rutilo, sillimanita, columbita, monacita e ilmenita.
La xenotima-(Yb) se ha encontrado en la zona de albita sacaroidea dentro de una roca pegmatita de tipo granito.

## Usos
Es extraído en las minas como importante mena del itrio.